# Columbia County, Oregon
 Columbia County är ett county i nordvästra delen av delstaten Oregon. Countyt har fått sitt namn efter Columbiafloden som bildar countyts norra och östra gräns. Den administrativa huvudorten (county seat) St. Helens är belägen vid Columbiafloden cirka 125 km norr om delstatens huvudstad Salem, cirka 80 km öster om Stilla Havet och omedelbart väster om gränsen till delstaten Washington.

## Geografi
Enligt United States Census Bureau har countyt en total area på 1 783 km². 1 701 km² av den arean är land och 82 km² är vatten. 

### Angränsande countyn
- Clatsop County, Oregon - väst
- Washington County, Oregon - syd
- Multnomah County, Oregon - sydöst
- Clark County, Washington - öst
- Cowlitz County, Washington - öst, nord
- Wahkiakum County, Washington - nordväst

### Större städer och samhällen
- Scappoose
- Rainier
- St. Helens, med cirka 10 000 invånare
- Vernonia